# Choeromorpha irrorata
Choeromorpha irrorata är en skalbaggsart som först beskrevs av Francis Polkinghorne Pascoe 1857.  Choeromorpha irrorata ingår i släktet Choeromorpha och familjen långhorningar. Inga underarter finns listade i Catalogue of Life.